# Carlos Guerraty
Carlos Guerraty Villalobos (Traiguén, 10 de marzo de 1915-Santiago, 21 de mayo de 2014) fue un militar y político chileno. Fue Comandante en Jefe de la Fuerza Aérea de Chile entre 1969 y 1970.

## Carrera militar
Tras un breve paso por el Ejército, en 1936 realizó su primer curso de vuelo, y dos años más tarde se incorporó a la Fuerza Aérea de Chile (FACh), donde obtuvo el título de piloto de guerra. En la institución fue profesor del primer curso de cadetes de la Escuela de Aviación en 1942, comandante del Grupo de Aviación N.º 8 en Cerro Moreno, agregado aeronáutico en Argentina, director de la Academia de Guerra Aérea, secretario general de la Fuerza Aérea, comandante en Jefe de la II Brigada Aérea, juez de Aviación y jefe del Servicio de Búsqueda y Salvamento Aéreo (SAR).
En 1969 fue nombrado comandante en jefe de la Fuerza Aérea por el presidente Eduardo Frei Montalva. Durante su gestión, y según el testimonio de exmilitares y de documentos de la Agencia Central de Inteligencia (CIA), Guerraty formó parte de complots de asesinato y golpe de Estado al presidente electo Salvador Allende. En 1970 cesó del cargo, siendo sucedido por César Ruiz Danyau.

## Vida civil
Tras el retiro, Guerraty ejerció varios cargos durante la dictadura militar. Fue designado alcalde de Las Condes el 16 de octubre de 1973, desempeñando su cargo hasta el 19 de febrero de 1974; fue embajador de Chile ante el Reino de Dinamarca; e integró el Consejo de Estado entre 1982 y 1990.

## Reconocimientos
- Medalla Centenario de la Aviación Militar y Escuela de Aviación, en el grado de Cruz del Centenario (2013).[1]